# Gotham Knights (série télévisée)
Cet article concerne la série télévisée. Pour le jeu vidéo, voir Gotham Knights (jeu vidéo).
Gotham Knights est une série télévisée américaine en treize épisodes de 42 minutes développée par Chad Fiveash et James Stoteraux, diffusée entre le 14 mars et le 27 juin 2023 sur le réseau The CW.
La série est basée sur les personnages de DC Comics et met en scène les enfants de plusieurs héros et méchants de l'univers de l'éditeur.
Elle sera diffusée en France via le Pass Warner sur Prime Vidéo à partir du 18 mars 2024. Au Québec, elle sera disponible sur le Club Illico à partir du 7 mars 2024.  Cette série est inédite dans tous les pays francophones.

## Synopsis
À la suite de la mort de Bruce Wayne, alias Batman, la ville de Gotham City n'est plus en sécurité. Turner Hayes, le fils adoptif de Bruce, est accusé à tort du meurtre de son père aux côtés de plusieurs enfants d'ennemis de Batman : Duela, une combattante née à l'asile d'Arkham à la suite de l'abandon de son père ; Harper Row, une ingénieure de talent, et son frère Cullen Row, un jeune homme trans.
Alors que le procureur Harvey Dent et la police de Gotham sont à leurs trousses, Turner va être aidé par sa meilleure amie et codeuse, Stéphanie Brown, ainsi que par l'une des anciennes alliées de Batman, Carrie Kelley. Il va également devoir s'allier avec Duela, Harper et Cullen afin de découvrir qui se cache derrière cette machination.

## Distribution

### Acteurs principaux
- Oscar Morgan (VF : Jean-Stan Du Pac) : Turner Hayes
- Navia Robinson (en) (VF : Lila Lacombe) : Carrie Kelley / Robin
- Fallon Smythe (VF : Ekaterina Kharlov) : Harper Row
- Tyler DiChiara (en) (VF : Esteban Oertli) : Cullen Row
- Olivia Rose Keegan (en) (VF : Claire Baradat) : Duela
- Anna Lore (VF : Alice Orsat) : Stéphanie Brown
- Rahart Adams (VF : Adrien Larmande) : Brody March
- Misha Collins (VF : Guillaume Orsat) : Harvey Dent

### Acteurs récurrents
- K.K. Moggie (VF : Laëtitia Godès) : Cressida Clark
- Deja Dee (VF : Marie Lemonnier) : la commissaire Soto
- Damon Dayoub (VF : Julien Meunier) : Lincoln March, père de Brody March.
- Lauren Stamile (VF : Véronique Desmadryl) : Rebecca March, mère de Brody March.
- Lazell Brown (VF : Baptiste Marc) : le sergent Apone
- Angela Davis (VF : Virginie Emane) : Dr Kelley
- Ethan Embry (VF : Alexandre Gillet) : Arthur Brown / Cluemaster
- Sunny Mabrey : Crystal Brown

### Invités
- David Miller : Bruce Wayne / Batman, le PDG de Wayne Enterprises
- Veronica Cartwright (VF : Blanche Ravalec) : Eunice Harmon
- Doug Bradley (VF : Gérard Surugue) : Joe Chill
- Emily Rose (VF : Laura Blanc) : Mme Hayes
- Lindy Booth : Jane Doe (en)
- Charles Mesure (VF : Hugo Richet) : Henri Ducard

 Source et légende : version française (VF) sur RS Doublage et cartons du doublage français.

## Production

### Développement
En décembre 2021, The CW annonce le développement d'une série intitulée Gotham Knights, mettant en scène des personnages moins connus de l'univers DC. Il est alors confirmé que la série n'a aucun lien avec le jeu vidéo homonyme en développement au même moment, se déroulant également après la mort Bruce Wayne mais mettant en scène des alliés de Batman plus connus du grand public.
Natalie Abrams, James Stoteraux, et Chad Fiveash sont annoncés à l'écriture du projet avec Abrams et Stoteraux comme show runners. Greg Berlanti, Sarah Schechter et David Madden sont annoncés à la production. La chaîne passe commande d'un épisode pilote en février 2022 afin d'évaluer le potentiel du programme.
En mai 2022, The CW passe commande d'une première saison et fixe son lancement à la mi-saison.
Le 12 juin 2023, la série est annulée.

### Distributions des rôles
En mars 2022, Fallon Smythe et Tyler DiChiara, Oscar Morgan, Olivia Rose Keegan et Navia Robinson rejoignent la distribution principale de la série. Misha Collins signe ensuite pour le rôle du méchant Harvey Dent, alias Double-Face. Il est suivi par Anna Lore qui signe pour le rôle de Stéphanie Brown, et finalement Rahart Adams.

### Tournage
Le tournage de l'épisode débute en avril 2022 à Toronto, au Canada.

### Fiche technique
- Titre original : Gotham Knights
- Développement : Chad Fiveash et James Stoteraux, d'après les personnages de l'éditeur DC Comics
- Décors : Richard Berg
- Costumes : Natalie Bronfman
- Casting : David Rapaport
- Producteur délégués : James Stoteraux, Chad Fiveash, Greg Berlanti, Sarah Schechter, Danny Cannon et David Madden
- Sociétés de production : Berlanti Productions, DC Entertainment et Warner Bros. Television
- Sociétés de distribution : The CW (télévision, États-Unis) et Warner Bros. Television (globale)
- Pays d'origine :  États-Unis
- Langue originale : anglais
- Format : Couleur - 16:9 - 1080p (HDTV) - son Dolby Digital 5.1
- Genre : série dramatique et de super-héros
- Durée : 42 minutes

 Sauf indication contraire, les informations mentionnées dans cette section peuvent être confirmées par la base de données cinématographiques IMDb,  présente dans la section « Liens externes ».

## Épisodes
1. La relève de l'ombre (pilote)
2. Scène de crime (Scene of the Crime)
3. Sous pression (Under Pressure)
4. Les hiboux sont dans la maison (Of Butchers and Betrayals)
5. Les chevaliers de Gotham (More Money, More Problems)
6. Le saint patron des méchants (A Chill in Gotham)
7. L'art du crime (Bad to Be Good)
8. Dans les griffes de l'ennemi (Belly of the Beast)
9. La nuit noire de l'âme (Dark Knight of the Soul)
10. Du poison dans les veines (Poison Pill)
11. Histoires de famille (Daddy Issues)
12. La ville des hiboux (City of Owls)
13. La nuit des hiboux (Night of the Owls)